# بوق أسود

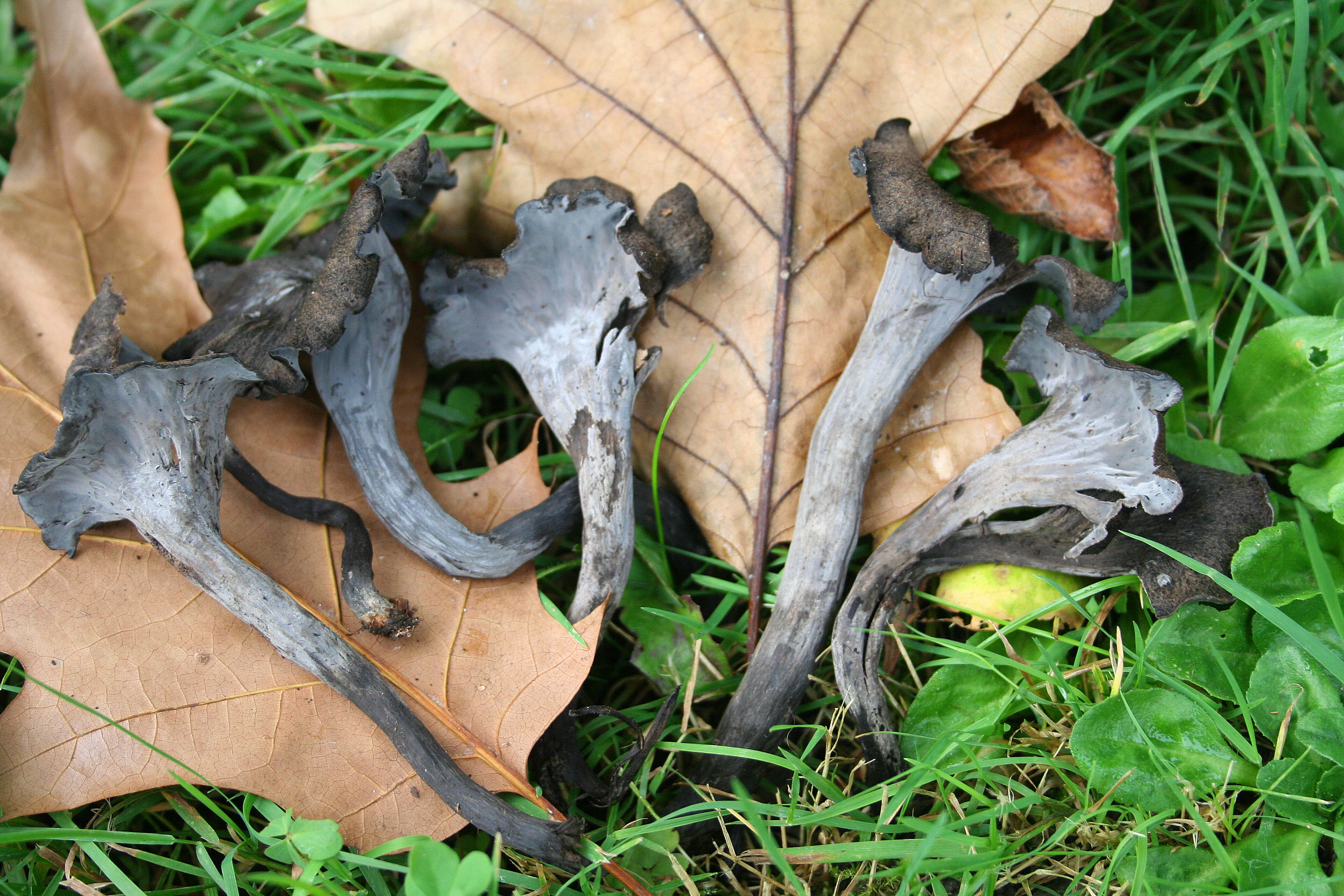
فطر البوق الأسود

البوق الأسود Craterellus (بالإنجليزية: Black Trumpet)‏ هو جنس من الفطريات الصالحة للأكل، والقريبة من جنس الشانتيريلات، حيث تم إعادة تصنيف بعض أنواع الشانتيريل الشابقة وإضافتها إلى جنس البوق الأسود. يتميز فطر البوق الأسود بافتقاره للتركيب الخيشومي الخارجي الموجود في الشانتيريل، وبلونه الداكن القريب من السواد في معظم الأنواع، مما يصعب من عملية البحث عنه في البرية، حيث يسهل اندماج هذا الفطر في بيئته.
يعرف أحد أنواع هذا الفطر أيضاً بأسماء عديدة، مثل، الفطر الملكي، بوق الموتى، الشانتيريل الأسود، وقرن الكثرة. يستخدم البوق الأسود في تحضير العديد من الأطباق، وذلك بسبب غلاظته وامتلائه، ويعتبر الشانتيريل البوقي، الذي يعرف أيضاً باسم القدم الأصفر، وهو من أنواع البوق الأسود، مناسباً للأطباق التي تتطلب القلي أو في الحساء. يتميز البوق الأسود بسهولة الحفاظ عليه عبر تجفيفه، على عكس الشانتيريل الذي يفقد طعمه بهذه العملية.